# Kallenfelsstraße 25–27 (Bernkastel-Kues)

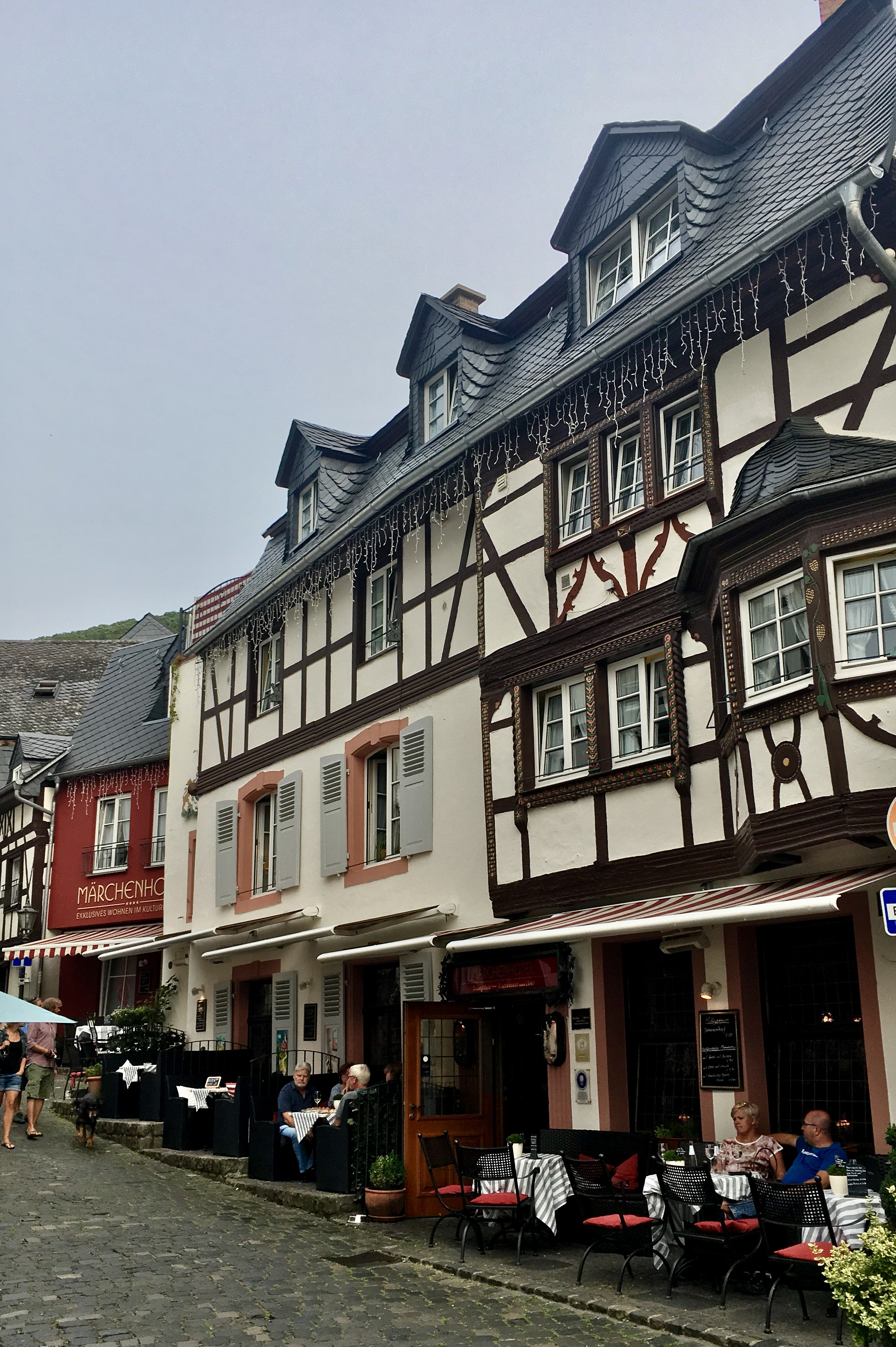
Häuser Kallenfelsstraße 25–27

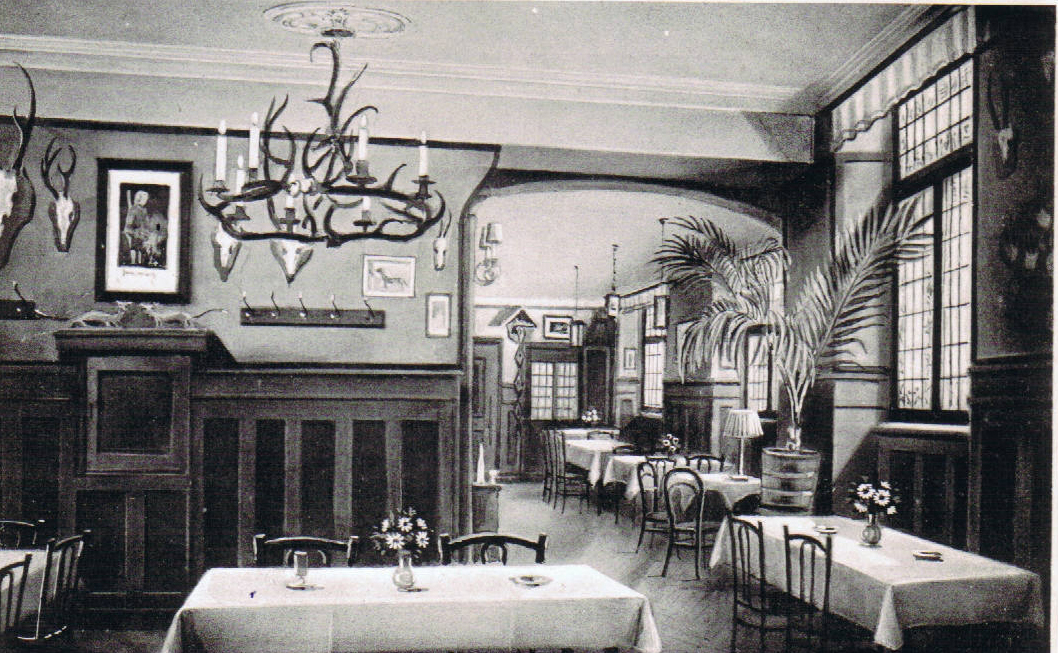
Weinstube um 1920

Das denkmalgeschützte Gebäude Kallenfelsstraße 25–27 in Bernkastel-Kues (Ortsteil Bernkastel) wird seit 1966 als Hotelrestaurant genutzt.
Der dreigeschossige, uneinheitliche Bau besteht teilweise aus Fachwerk. Er wurde um 1800 erweitert und unter einem Mansarddach zusammengefasst. So ergibt sich ein kleiner, mehrteiliger Baukomplex mit Zierfachwerk. Dieser ist teilweise verputzt. Das Fachwerk wurde im Rahmen des Brandschutzes verputzt, jedoch im 20. Jahrhundert wieder freigelegt. In den Obergeschossen findet sich ein Erker mit Holzschnitzereien aus der Renaissance.
Die Weinstube wurde seit über 100 Jahren von den Inhabern unverändert belassen.
Auf das bis in die frühen 2000er Jahren in der Kallenfesstraße 27 mitbetriebene Ausflugslokal Felsensstübchen wurde zugunsten einer Hotelerweiterung verzichtet.